# Agonandra silvatica
Agonandra silvatica là một loài thực vật có hoa trong họ Opiliaceae. Loài này được Ducke mô tả khoa học đầu tiên năm 1922.